# 民族楽器
民族楽器（みんぞくがっき）とは、楽器のうち、特定の民族との結びつきが強く、通常特定の民族によって演奏される楽器のことである。また、特定の民族の演奏する音楽（民族音楽）を演奏するために使われる楽器である。
特定の民族との結びつきが弱く、多くの民族によって演奏されている楽器のほとんどは、西洋音楽で用いられる楽器であるから、それ以外の楽器が民族楽器に該当する。一般には、「クラシック音楽の楽器(古楽器を含む)」「ジャズの楽器」「電気楽器」「電子楽器」を除く、「世界各地の民族固有の伝統楽器」という意味で用いられる。また、日本では、日本音楽で用いられる楽器は民族楽器から除かれることも多い。
ヨーロッパ以外の地域では、伝統楽器に近代的・現代的な改良・変更が加えられたものも含まれる。例えば中国の「古箏」(Gu Zheng グージェン)・「琵琶」(Pipa ピーパ)は弦やフレットを大幅に増加し、弦の材質および調弦機構にも現代的改良が施されているが、「民族楽器」に分類される。
厳密には、アイルランド等のヨーロッパ諸国でも、同様の「改良」を行った「民族楽器」を用いている場合が多い。例としては、フィドル、アイリッシュ・ハープ、バグパイプなどが挙げられる。
近年は「民族楽器」がポピュラー音楽や現代音楽に用いられることも多いが、その場合も「民族楽器」であることに変わりはない。